# Adam Malcher
Adam Malcher (ur. 21 maja 1986 w Opolu) – polski piłkarz ręczny, bramkarz, od 2013 zawodnik Gwardii Opole.
Reprezentant Polski, brązowy medalista mistrzostw świata w Chorwacji (2009). Mistrz Polski z Zagłębiem Lubin w sezonie 2006/2007, najlepszy bramkarz Superligi w sezonach 2016/2017, 2017/2018 i 2018/2019 oraz najlepszy zawodnik tych rozgrywek w sezonie 2017/2018 jako gracz Gwardii Opole.

## Kariera sportowa
Wychowanek Gwardii Opole, w barwach której zadebiutował w sezonie 2003/2004 w Ekstraklasie. Będąc graczem Zagłębia Lubin (2005–2013), wywalczył w sezonie 2006/2007 mistrzostwo Polski, a w sezonie 2007/2008 rozegrał trzy mecze w Lidze Mistrzów.
W 2013 powrócił do Gwardii Opole. W sezonie 2016/2017 został wybrany najlepszym bramkarzem Superligi. W sezonie 2017/2018, w którym rozegrał 35 meczów i zdobył dwa gole, a jego skuteczność obron wyniosła 30,7% (339/1103; najwięcej obron w lidze), ponownie został wybrany najlepszym bramkarzem Superligi, a także otrzymał nagrodę dla najlepszego zawodnika tych rozgrywek. W sezonie 2018/2019, w którym rozegrał 32 mecze i bronił ze skutecznością 32% (328/1025; najwięcej obron w lidze), po raz trzeci z rzędu został wybrany najlepszym bramkarzem Superligi.
W 2006 uczestniczył w mistrzostwach Europy U-20 w Austrii, podczas których w pięciu meczach bronił ze skutecznością 38% (46/121).
W reprezentacji Polski zadebiutował 27 listopada 2008 w przegranym meczu ze Szwecją (24:27), w którym był zmiennikiem Sławomira Szmala. Dwa dni później, w wygranym spotkaniu z Gruzją (39:30), rzutem przez całe boisko zdobył pierwszą bramkę w narodowych barwach. W 2009 wywalczył brązowy medal podczas mistrzostw świata w Chorwacji. W turnieju tym, jako zmiennik Sławomira Szmala, wystąpił we wszystkich 10 meczach, broniąc ze skutecznością 26% (17/66).
W styczniu 2017 uczestniczył w mistrzostwach świata we Francji. W turnieju tym, będąc podstawowym bramkarzem reprezentacji Polski, bronił ze skutecznością 32% (63/196). Najwyższą skuteczność zanotował w rozegranym 12 stycznia 2017 meczu przeciwko Norwegii (20:22) – 44% (17/39). Został też wybrany najlepszym graczem wygranego spotkania z Tunezją (28:26; 21 stycznia 2017), w którym bronił ze skutecznością 36%.
W czerwcu 2017 został wybrany nowym kapitanem reprezentacji Polski. W nowej roli wystąpił po raz pierwszy 8 czerwca 2017 w przegranym spotkaniu ze Szwecją (27:33), który był jego 50. występem w narodowych barwach.

## Sukcesy
Zagłębie Lubin
- Mistrzostwo Polski: 2006/2007

Reprezentacja Polski
- 3. miejsce w mistrzostwach świata: 2009

Indywidualne
- Najlepszy zawodnik Superligi: 2017/2018[5] (Gwardia Opole)
- Najlepszy bramkarz Superligi: 2016/2017[2], 2017/2018[5], 2018/2019[7] (Gwardia Opole)
- Uczestnik meczu gwiazd Ekstraklasy: 2008/2009[17] (Zagłębie Lubin)
- MVP meczu mistrzostw świata we Francji: Polska–Tunezja (28:26; 21 stycznia 2017; bronił ze skutecznością 36%)[14][15]